# 路易斯·佛布耶納
路易斯·艾丹·佛布耶納（英語：Luis Adan Valbuena，1985年11月30日—2018年12月6日），為前美國職棒大聯盟的內野手。生涯曾效力過水手、印地安人、小熊、太空人與天使等隊。佛布耶納主要是擔任三壘手，但他偶爾會去二壘和一壘守備。2018年，他在家鄉委內瑞拉遭遇搶劫車禍，享年33歲。

## 職業生涯

### 西雅圖水手
佛布耶納於2005年開啟職棒生涯，他在2008年登上大聯盟。

### 克里夫蘭印地安人
2008年12月10日，水手在一筆三方交易將佛布耶納交易到印地安人，並獲得Franklin Gutiérrez。他在2009年6月7日敲出大聯盟首轟。

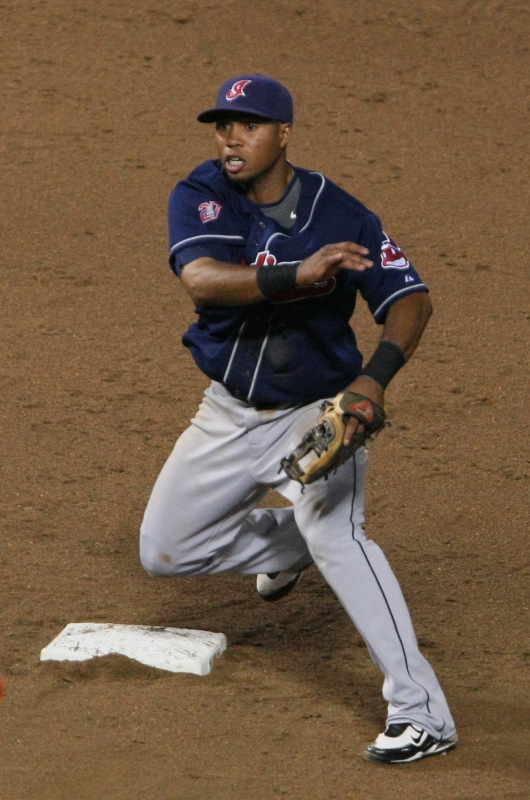
2011年的佛布耶納

2011年7月，印地安人將佛布耶納下放到3A，並拉上新秀傑森·基普尼斯。不過基普尼斯在8月就受傷，因此佛布耶納又獲得出賽機會。他在11月18日被球隊指定讓渡，26日，他被交易到藍鳥。

### 芝加哥小熊
2012年4月4日，小熊從讓渡名單中選走佛布耶納。他在6月中成功重返大聯盟。2013年，他繳出2成18的打擊率，並敲出12轟與37分打點。隔年他的打擊率上升到2成49，並敲出16轟與51分打點。後來Fangraphs網站分析佛布耶納在打位於好球帶外側和低側的速球時比前幾年進步不少，才讓他的成績出現明顯的進步。

### 休士頓太空人
2015年1月19日，小熊將佛布耶納和丹·史崔利交易到太空人，換來德克斯特·佛勒。這年佛布耶納成為太空人的先發三壘手，打擊率2成24，並敲出生涯新高的25轟。不過隨著傑德·羅銳傷癒復出加上新秀卡洛斯·柯瑞亞成功接管游擊防區，使得佛布耶納必須要和馬文·岡薩雷茲、Chris Carter爭取先發一壘手位置。
佛布耶納在2016年還是球隊的主力先發三壘手，不過球隊在季中拉上菜鳥艾力克斯·布萊格曼。佛布耶納也再次被擠回一壘防區。

### 洛杉磯天使
2017年1月24日，佛布耶納與天使簽下2年合約。他在天使主要擔任三壘手和一壘手，不過他僅繳出1成99的打擊率，並敲出22轟與生涯新高的65分打點。
2018年8月5日，佛布耶納被球隊指定讓渡。這年他的打擊率還是低於2成，僅敲出9轟與33分打點。再加上他的跑速在全大聯盟三壘手中墊底，因此球隊在8月7日將他釋出。

## 去世
2018年12月6日，佛布耶納和隊友José Castillo、Carlos Rivero開車返回住處時，遭遇多明尼加當地常見的公路搶劫，車輛因來不及閃過石塊而翻覆。佛布耶納和José Castillo兩人在後座因沒有繫安全帶而被噴飛，最後都傷重不治。

## 外部連結
- 球員資訊和成績在MLB，ESPN，Baseball-Reference，Fangraphs（英文）
- 路易斯·佛布耶納的Instagram帳戶